# Aphidius dimidiatus
Aphidius dimidiatus är en stekelart som beskrevs av Curtis 1831. Aphidius dimidiatus ingår i släktet Aphidius och familjen bracksteklar. Inga underarter finns listade i Catalogue of Life.